# 埃派涅
埃派涅（法語：Épaignes，法語發音：[epɛɲ]）是法国厄尔省的一个市镇，属于贝尔奈区。

## 地理
埃派涅（49°16'46"N, 0°26'25"E）面积26.1 平方千米，位于法国诺曼底大区厄尔省，该省份为法国北部内陆省份，北起滨海塞纳省，西接奧恩省和卡爾瓦多斯省，南至厄尔-卢瓦省，东临瓦兹省、瓦兹河谷省和伊夫林省。
与埃派涅接壤的市镇（或旧市镇、城区）包括：瓦讷克罗、拉沙佩勒拜韦勒、略雷、拉波特里马蒂厄、圣西尔韦斯特-德科尔梅耶、圣西梅翁、塞勒。

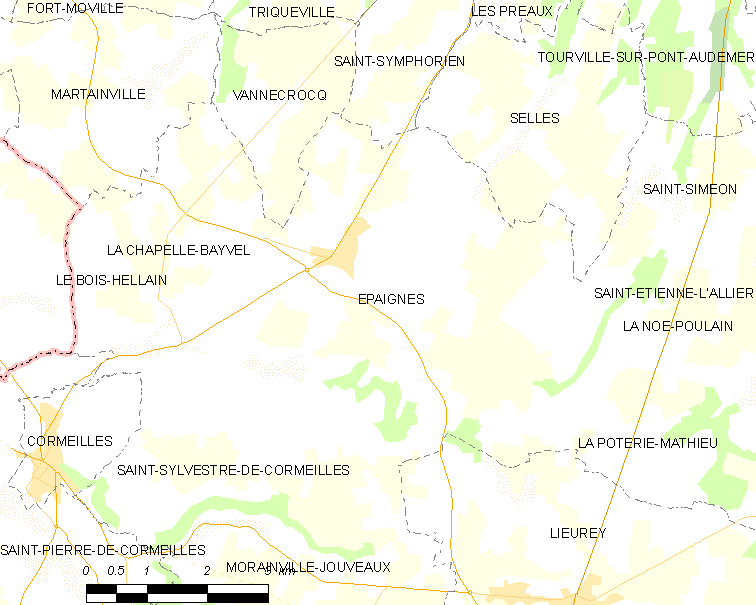
埃派涅的OSM定位图

埃派涅的时区为UTC+01:00、UTC+02:00（夏令时）。

## 行政
埃派涅的邮政编码为27260，INSEE市镇编码为27218。

## 政治
埃派涅所属的省级选区为伯兹维尔县。

## 人口

1962-2008年间埃派涅人口变化图示

埃派涅于2022年1月1日时的人口数量为1562人。